# Gerichtsverfassung des Großherzogtums Hessen

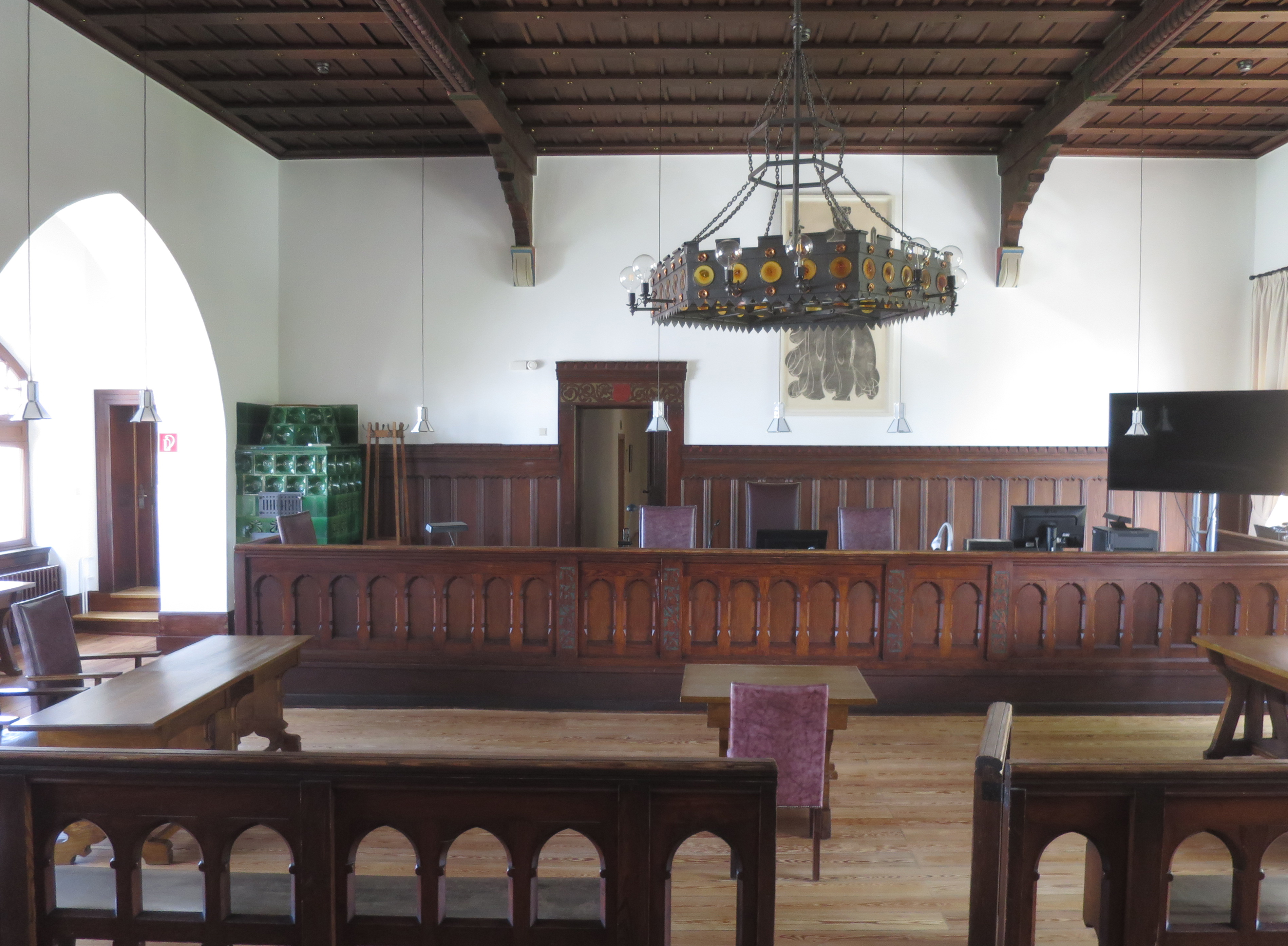
Großer Sitzungssaal im Amtsgericht Alzey von 1903

Die Gerichtsverfassung des Großherzogtums Hessen war die Gerichtsverfassung im Großherzogtum Hessen (1806–1918).

## Historischer Rahmen
Die Trennung der Rechtsprechung von der Verwaltung zog sich in der Landgrafschaft Hessen-Darmstadt und dann im Großherzogtum Hessen über einen Zeitraum von fast 70 Jahren hin und entwickelte sich von oben nach unten.
Am 11. Mai 1747 verlieh Kaiser Franz I. der Landgrafschaft Hessen-Darmstadt das „privilegium de non appellando illimitatum“. Damit konnten Untertanen sich in Rechtsangelegenheiten nicht mehr an den Kaiser wenden. Bedingung dafür war, dass der Landgraf eine eigene oberste Rechtsinstanz einrichtete. Er gründete dafür 1747 das Oberappellationsgericht Darmstadt als ein von der Verwaltung unabhängiges Gericht.
Im nächsten Schritt wurden mit dem Organisations-Edikt vom 12. Oktober 1803 Hofgerichte als unabhängige Gerichte auf der Ebene der mittleren Instanz in Darmstadt und Gießen geschaffen und so auch hier Rechtsprechung und Verwaltung getrennt.
Höhepunkt der Entwicklung war, als 1821 die Ämter aufgelöst, für die zuvor von ihnen wahrgenommenen Aufgaben der Verwaltung Landratsbezirke und für die von ihnen bis dahin wahrgenommenen Aufgaben erstinstanzlicher Rechtsprechung Landgerichte eingerichtet wurden. Ein weiterer Schritt folgte 1832, als auch die Polizei- und Forstgerichtsbarkeit von den Verwaltungsbehörden auf die ordentlichen Gerichte überging.
In der kleinsten Provinz des Großherzogtums – Rheinhessen – war diese Trennung von Anfang an gegeben, da diese als ehemals französisches Territorium die fortschrittlichen französischen Rechtseinrichtungen und Rechtsvorschriften mitbrachte und auch behielt.

## Ordentliche Gerichtsbarkeit

### Vor 1879

#### Provinzen Starkenburg und Oberhessen

##### Dritte Instanz
An der Spitze der Judikative des Großherzogtums stand für den rechtsrheinischen Bereich, die Provinzen Starkenburg und Oberhessen, weiter das Oberappellationsgericht Darmstadt. Eine Verschmelzung der höchsten Gerichtsbarkeit des Landes rechts und links des Rheins schien anfangs unmöglich, da bei der wesentlichen Verschiedenheit, welche zwischen Civil- und Criminal-Gesetzgebung der Großherzoglichen Besitzungen auf beiden Seiten des Rheinufers noch zur Zeit bestehet, […] eine Vereinigung derselben in der gerichtlichen Verwaltung vor der Hand nicht statt finden konnte.
Es dauerte bis 1832, bevor die beiden höchsten Gerichte des Landes verschmolzen wurden: Der Provisorische Kassations- und Revisionsgerichtshof für die Provinz Rheinhessen wurde aufgelöst, seine Aufgaben dem Oberappellationsgericht übertragen und das höchste Gericht des Landes nun als Ober-Appellations- und Cassations-Gericht bezeichnet.
Nachdem 1832 auch im Bereich der Polizei- und Forstgerichtsbarkeit die Aufgaben der Rechtsprechung von den Verwaltungsbehörden an die ordentlichen Gerichte übergegangen waren, agierte das Oberappellationsgericht in diesen Fällen unter der Bezeichnung „Polizeigericht dritter Instanz“ und „Forstgericht dritter Instanz“.

##### Zweite Instanz
Die nächste Ebene bildete je ein Hofgericht für den Bereich jeder Provinz. Für das Zivilrecht waren dies das Hofgericht Darmstadt für die Provinz Starkenburg, das Hofgericht Gießen für die Provinz Oberhessen und – bis 1816 – das Hofgericht Arnsberg für die Provinz Westfalen. Nach dem Übergang der Provinz Westfalen an Preußen reduzierte sich die Zahl auf zwei.
Für den Bereich des Strafrechts gab es rechtsrheinisch für jede Provinz ein Bezirksstrafgericht, das Bezirksstrafgericht Darmstadt und das Bezirksstrafgericht Gießen. Diese waren beim jeweiligen Hofgericht angesiedelt.
Nachdem 1832 auch im Bereich der Polizei- und Forstgerichtsbarkeit die Aufgaben der Rechtsprechung von den Verwaltungsbehörden an die ordentlichen Gerichte übergegangen waren, agierten die Hofgerichte in diesen Fällen unter der Bezeichnung „Polizeigericht zweiter Instanz“ und „Forstgericht zweiter Instanz“.

##### Justizkanzleien
Für einige Gebiete, in denen Standesherren die Gerichtshoheit hatten, gab es eine standesherrliche zweite Instanz, die Justizkanzleien. Sie bestanden allerdings nur in den größeren Standesherrschaften. Justizkanzleien, die auch für Gebiete zuständig waren, die zum Großherzogtum Hessen gehörten, waren:
- Büdingen (1817–1825[11]) – für die Standesherrschaft Isenburg und
- Gedern – für die Standesherrschaft Stolberg (später mit der isenburgischen in Büdingen zusammengelegt) – und
- Hungen (1806–1823[12]) – für die Standesherrschaft Solms.
- Michelstadt – für die Standesherrschaft Erbach und Kondominate mit Löwenstein-Wertheim.[Anm. 2]

Die Personalausstattung dieser Justizkanzleien war aber so gering, dass keine Spruchkammern gebildet werden konnten, wie das für die Berufungsinstanz vorgeschrieben war. Der Kompromiss war, dass von den Justizkanzleien eine Berufung an die Hofgerichte möglich war. Für Rechtssuchende bedeutete dies, dass in den entsprechenden Gebieten der Rechtszug vierstufig – und nicht dreistufig wie im übrigen rechtsrheinischen Großherzogtum – war.

##### Erste Instanz
Die erste Instanz in Zivilsachen in den beiden rechtsrheinischen Provinzen waren bis 1821 die Ämter, die gleichzeitig die Funktionen von Verwaltung und Rechtsprechung auf unterer Ebene wahrnahmen. Dies wurde 1821 geändert, als von der Verwaltung unabhängige Landgerichte als Gerichte erster Instanz in Zivilsachen eingerichtet wurden.
Zu beachten ist, dass es in den ersten Jahrzehnten des Bestehens des Großherzogtums in noch ganz erheblichem Umfang Gerichtsbarkeit der Standesherren und Patrimonialgerichtsbarkeit gab. Dazu gehörten relativ große, geschlossene Gebiete in den Händen der Fürsten und Grafen von Solms, Stolberg, Isenburg und Erbach und der Grafen und Freiherren von Schlitz und Riedesel. Es gab aber auch kleine und winzige Patrimonialgerichte, die dann nur ein Dorf umfassten. Überall dort, wo standesherrliche Gerichte oder Patrimonialgerichte bestanden, verdrängten sie die staatliche Rechtsprechung.
Der Staat drängte selbstverständlich auf das Rechtsprechungsmonopol. In vielen Fällen kleinerer Patrimonialgerichte gelang es ihm, diese auf vertraglichem Weg von den Inhabern der Patrimonialgerichtsherrschaft zu übernehmen. Bei den großen Einheiten gestaltete sich das deutlich schwieriger. Hier drang der Staat zunächst darauf, dass die Organisationsformen denen der staatlichen Struktur angeglichen wurden. So gelang es im Laufe der 1820er Jahre, die meisten dieser „privaten“ Gerichte in die staatliche Rechtsprechung zu integrieren. Aber erst mit der Märzrevolution wurden die letzten Mitspracherechte der Standesherren beseitigt.
Der Zuschnitt der Gerichtsbezirke in der Reform Anfang der 1820er Jahre wurde kritisiert, weil die Entfernungen zum Gerichtsort für Rechtssuchende zu groß waren. Der Staat reagierte darauf, indem er in den 1830er Jahren neue Landgerichte einrichtete und damit Gerichtsbezirke verkleinerte.
Nachdem 1832 auch im Bereich der Polizei- und Forstgerichtsbarkeit die Aufgaben der Rechtsprechung von den Verwaltungsbehörden an die ordentlichen Gerichte übergegangen waren, agierten die Landgerichte in diesen Fällen unter der Bezeichnung „Polizeigericht erster Instanz“ und „Forstgericht erster Instanz“.

##### Weitere Gerichte

###### Universitätsgericht
Die Universitätsgerichte waren für die Jurisdiktion der Hochschulangehörigen zuständig. Mit dem Gerichtsverfassungsgesetz 1877 wurde die akademische Gerichtsbarkeit in Deutschland abgeschafft.

###### Forstgerichtsbarkeit
Das Oberforstgericht war Forstgericht für die beiden rechtsrheinischen Provinzen. Es entschied als Instanzengericht über Entscheidungen der Forstverwaltung. 1832 wurde es aufgelöst und seine Aufgaben auf die Hofgerichte übertragen.

#### Provinz Rheinhessen
Eine Doppelstruktur ergab sich in der Gerichtsverfassung des Großherzogtums Hessen, weil in der Provinz Rheinhessen auch nach dem Übergang an das Großherzogtum weiterhin französisches Recht, auch französisches Prozessrecht und die französische Gerichtsverfassung, galten. Hier waren Rechtsprechung und Verwaltung von Anfang an getrennt und damit auch die Gerichtsverfassung viel moderner als im überwiegenden Teil des Landes.

##### Vierte Instanz
In Rheinhessen bedeutete der Übergang an das Großherzogtum 1816 auch, dass die Obergerichte, die bis dahin dort zuständig waren, nun im „Ausland“ lagen und ersetzt werden mussten.
Der von der Österreichisch-baierischen Gemeinschaftlichen Landes-Administrations-Commission am 27. Juli 1815 eingerichtete Appellationshof in Kreuznach wurde mit der Provisorischen Appellations- und Kassationsgerichtsordnung für den großherzoglich-hessischen Landesteil auf der linken Rheinseite vom 4. November 1816 abgelöst und die bisher von ihm übernommenen Aufgaben 1817 zunächst provisorisch dem Obergericht Mainz – also der dritten Instanz – übertragen.
Diese Konstruktion, die demselben Gericht sowohl die Berufung gegen Entscheidungen des Kreisgerichts als auch die Kassation gegen die dann zu treffende eigene Entscheidung zusprach, erwies sich nicht als haltbar. Deshalb entstand 1818 das nächste Provisorium, der Provisorische Kassations- und Revisionsgerichtshof für die Provinz Rheinhessen mit Sitz in Darmstadt.
1832 wurde der Provisorische Kassations- und Revisionsgerichtshof für die Provinz Rheinhessen aufgelöst und seine Aufgaben auf das Oberappellationsgericht übertragen.

##### Dritte Instanz
Mit dem Erwerb der Provinz Rheinhessen 1816 war das Obergericht Mainz für die Provinz Rheinhessen als dritte Instanz zuständig. Vorübergehend nahm es bis 1818 auch noch die Aufgaben des Kassationsgerichts wahr.

##### Zweite Instanz
Die Zweite Instanz bildete das Kreisgericht. Bis 1836 gab es nur eines: das Kreisgericht Mainz. Ab 1836 wurden aus dessen Bezirk zwei Kreisgerichte gebildet und das Kreisgericht Alzey trat hinzu. 1852 wurden beide Kreisgerichte in Bezirksgericht umbenannt.
Für Strafverfahren war, wenn es um schwere Kriminalität ging, in Rheinhessen ebenfalls das Kreisgericht zuständig.

##### Erste Instanz
Die erstinstanzliche Rechtsprechung lag bei Friedensgerichten. Diese Institution stammte ebenfalls aus dem französischen Recht. Sie wurde 1:1 durch das Großherzogtum übernommen, erwies sich als das stabilste Element durch alle Justizreformen hindurch und wurde erst im Zuge der Reichsjustizgesetze 1879 abgeschafft, allerdings nur, um durch die sehr ähnliche Struktur der Amtsgerichte abgelöst zu werden.

##### Weitere Gerichte
In Rheinhessen gab es – bedingt durch die Vorgaben des dort geltenden französischen Rechts – neben der ordentlichen Gerichtsbarkeit im Bereich des Zivilrechts noch ein Handelsgericht Mainz.

### Nach 1879

#### Obere Instanzen
Nach 1879, nach in Kraft treten der Gerichtsverfassungsgesetzes, stand an der Spitze der Judikative des Großherzogtums das Oberlandesgericht Darmstadt. Diesem übergeordnet war jetzt allerdings das Reichsgericht.

#### Mittlere Ebene

##### Zivil- und Strafgerichte
Die beiden Hofgerichte in Darmstadt und Gießen und das Obergericht in Mainz wurden nun das Landgericht Darmstadt, das Landgericht Gießen und das Landgericht Mainz ersetzt.

##### Handelsgerichte
Bei den Landgerichten wurden zugleich jeweils Kammern für Handelssachen eingerichtet und zwar beim
- Landgericht Darmstadt in
  - Offenbach (für die Amtsgerichtsbezirke Offenbach, Langen und Seligenstadt) und
  - Darmstadt (für die übrige Provinz Starkenburg);
- Landgericht Gießen für die gesamte Provinz Oberhessen;
- Landgericht Mainz in
  - Worms (für die Amtsgerichtsbezirke Alzey, Osthofen, Pfeddersheim und Worms) und
  - Mainz (für die übrige Provinz Rheinhessen)

#### Erste Instanz

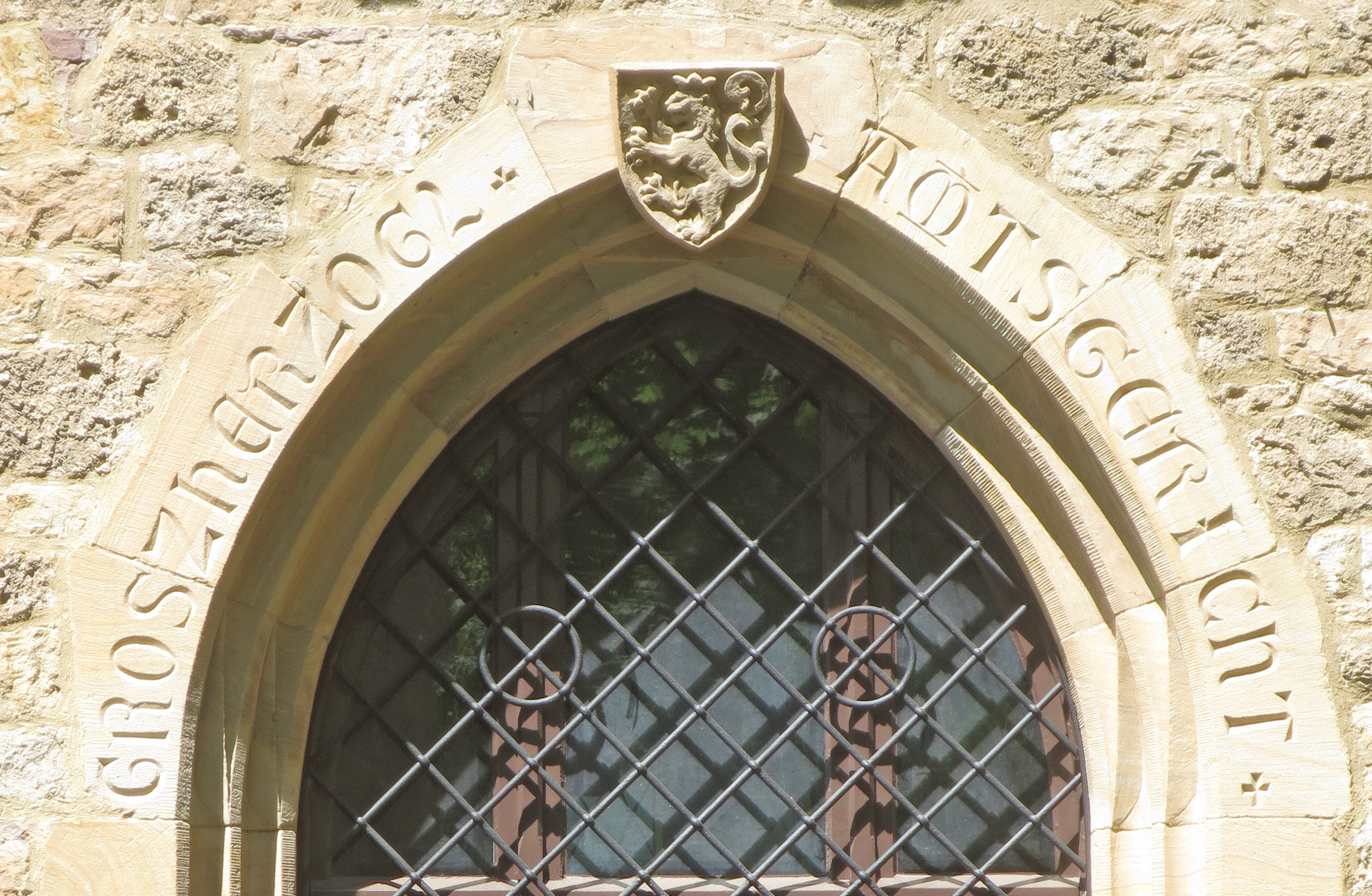
Großherzogl[ich Hessisches] Amtsgericht im Schloss Alzey

Die bisherigen Landgerichte wurden durch Amtsgerichte ersetzt. In der Provinz Rheinhessen wurden sie auf der Grundlage der Bezirkseinteilung der Friedensgerichte gebildet. Die Bezirksgerichte fielen weg. Das das Obergericht in Mainz ersetzende Landgericht Mainz war nun die nächsthöhere Instanz.
Die Ortsgerichte blieben bestehen.

#### Rheinschifffahrtsgericht
Darüber hinaus gab es das Rheinschiffahrtsgericht (sic) in Mainz. Für das Großherzogtum Hessen war dies das Friedensgericht Mainz I und in dessen Nachfolge das Amtsgericht Mainz in erster und das Kreisgericht Mainz und nach 1879 das Landgericht Mainz in zweiter Instanz.

## Staatsanwaltschaft
Ebenfalls 1879 eingerichtet wurde die Oberstaatsanwaltschaft am Oberlandesgericht Darmstadt und eine Staatsanwaltschaft bei jedem der drei Landgerichte.

## Verwaltungsgerichtsbarkeit

### Bis 1874
Aus der Tradition der Landgrafschaft Hessen-Darmstadt herrschte zunächst der althergebrachte Grundsatz, dass die allgemeinen Gerichte über jeden Eingriff entscheiden konnten, der in private Rechte tangierte, was auch für staatliche Eingriffe galt. Ausgenommen waren nur „wirkliche Majestäts- und Hoheitsrechte“. Dieser weitgehende Rechtsschutz wurde 1814 untersagt. Ausgenommen waren davon nur Streitigkeiten, die Fälle betrafen, in denen der Staat am Wirtschaftsleben teilnahm. In Rheinhessen, wo französisches Recht galt, war die Kontrolle staatlicher Verwaltungsakte ähnlich restriktiv geregelt. Auch die Verfassung von 1820 schrieb diesen Sachstand fest. Das Verfahren war unbefriedigend.
Als die Verwaltungsreform von 1832 die Provinzialregierungen auflöste, die bisher über Beschwerden der Untertanen entschieden hatten, wurde als Ersatz in diesen Verfahren erstinstanzlich ein Administrativjustizhof in Darmstadt eingerichtet. Sowohl diese Verwaltungsreform als auch die Einrichtung des Administrativjustizhofes betrafen zunächst nur die beiden rechtsrheinischen Provinzen Starkenburg und Oberhessen. Rheinhessen mit seinen französischen Traditionen blieb ausgespart. Von der Konstruktion her war der Administrativjustizhof eine Mischung aus Aufsichtsbehörde über die 1832 ebenfalls neu eingerichteten Kreise und einem Verwaltungsgericht, da es auch zu seinen Aufgaben gehörte, prozessförmig über Beschwerden von Untertanen gegen Verwaltungsakte der Kreisverwaltungen zu entscheiden. 1835 wurde das Verfahren auch auf Rheinhessen ausgedehnt. Beim Rekurs gegen Entscheidungen des Administrativjustizhofes wurde unterschieden, ob es sich um Administrativjustizsachen oder um Administrativsachen handelte. In ersterem Fall war der Staatsrat, in letzterem das Ministerium des Innern und der Justiz zuständig.

### Nach 1874
1875 wurde das System grundsätzlich modernisiert. Als Berufungs- und dritte Instanz wurde der Verwaltungsgerichtshof Darmstadt als oberste Instanz der Verwaltungsgerichtsbarkeit eingerichtet, ein von der Verwaltung unabhängiges Gericht. Der Verwaltungsgerichtshof hatte anfangs nur eine begrenzte sachliche Zuständigkeit. 1911 wurden dessen Zuständigkeiten zusammengefasst und erweitert, z. B. auf den Bereich der Polizeiangelegenheiten.
Die in der Kommunalreform 1874 eingerichteten Kreis- und Provinzialausschüsse bildeten darunter die erste und zweite Instanz, waren aber keine unabhängigen Gerichte, sondern Teil der Verwaltung. Die Kreisausschüsse bestanden aus dem Kreisrat und sechs vom Kreistag gewählten Mitgliedern. Gegen Entscheidungen des Kreisausschusses war Rekurs beim Provinzialausschuss möglich. Dieser bestand aus dem Provinzialdirektor und weiteren vom Provinzialtag gewählten Mitgliedern. Hessen folgte damit dem preußischen Modell.

## Weitere Gerichte

### Hof- und Marschall-Justiz-Deputation
Die Hof- und Marschall-Justiz-Deputation beim Hofmarschallamt war für die Jurisdiktion der Hofbediensteten zuständig. Diese Funktion entfiel nach 1848.

### Militärgerichtsbarkeit
Als Militärgerichte dienten die Militär-Untersuchungsgerichte und die Kriegsgerichte. Als Instanzengericht diente das Oberkriegsgericht Darmstadt.